# Semana de la Música Gaudeamus
La Semana de la Música Gaudeamus (en neerlandés, Gaudeamus Muziekweek; en inglés, Gaudeamus Music Week) es el festival musical más antiguo de los Países Bajos, está dedicado a música clásica contemporánea y lo organiza anualmente la entidad que creó Walter Maas en 1945, actualmente denominada Fundación Semana de la Música Gaudeamus (en neerlandés, Stichting Gaudeamus Muziekweek). Este festival ha sido ha sido definido como «el lugar de encuentro internacional para jóvenes compositores y pioneros de la música de todo el mundo» y, aunque en un principio estuvo únicamente dedicado a los compositores neerlandeses, en 1950 ya se encontraba abierto a la música compuesta por jóvenes artistas sonoros de todo el mundo. Sin embargo, en 1988 se fijo como límite de edad un máximo de 30 años (aun cuando la juventud se extiende más allá de dicha edad, según la OMS, e incluso artistas de 40 años son considerados jóvenes) y tal restricción fue también aplicada al Premio Gaudeamus, desde 2015 denominado Galardón Gaudeamus, asociado al festival antedicho dirigido actualmente por Henk Heuvelmans.
El festival y la fundación tomaron su nombre de la Casa Gaudeamus (en neerlandés, Huize Gaudeamus), una vivienda erigida en la localidad neerlandesa de Bilthoven y diseñada por uno de los hijos del compositor Julius Röntgen, quien la habitó durante los últimos años de su vida tras haberla bautizado 'Gaudeamus', vocablo que en latín significa 'Alegrémonos'. En 1945 la fundación se encontraba asociada a la Casa Gaudeamus, en 1983 se trasladó a Ámsterdam y en «enero de 2011 la Fundación Semana de la Música Gaudeamus se volvió una organización independiente con sede en Utrecht», ciudad neerlandesa a la que «eventos como el festival de Música Antigua (Oude Muziek), la semana de la música (Gaudeamus Muziekweek), el festival de Beschanving o el festival internacional de música de cámara (Internationaal Kamermuziek Festival) ya [...] habían colocado en el mapa del panorama musical internacional». En la actualidad, a través las diversas actividades que realiza, «Gaudeamus presenta, organiza, estimula y apoya la música más nueva de jóvenes pioneros de la música».